# Jomi Massage
Jomi eller Jomi Massage er den danske kunstner, sangskriver, musiker og sangerinde Signe Høirup Wille-Jørgensens kunstnernavn.
Hun har tidligere spillet i indie-rockgruppen Murmur og er fortsat en fjerdedel af Speaker Bite Me, og Jomi/Jomi Massage er ligeledes en blanding af støjrock, singer-songwriter, pop og avantgarde.
Som Jomi Massage har hun spillet sammen med Bl.a. Luke Sutherland, Maria Laurette Friis, Eblis Alvarez, Birgitte Alsted, Henriette Sennenvaldt, Jacob Munck, Kresten Osgood, Maria Dybbroe, Anne Efternøler, Ida Duelund, Tove Sørensen,  Jesper Løvdal, Cornelia Nilson, Guldimund og samarbejdet med forfatteren Anne Lise Marstrand-Jørgensen. Hun har desuden lavet musik til en række film, teaterstykker og radiodramaer og spillet samt kurateret en række unikum koncerter. I 2013 dannede hun selskabet The Being Music.
I 2018 debuterede Jomi Massage som forfatter med bogen "Priktegning over et år" udgivet på Asger Schnacks Forlag.

## Udmærkelser
- Modtog i 2021 Hæderlegat fra dansk Tennisfond.
- Modtog Bisballeprisen 2018.
- Optaget i Kraks Blå Bog 2017.
- Blev i 2016 tildelt DMFs ́Ildsjælspris.
- Vandt i 2013 DJBFA’s åbne komponistkonkurrence.
- Modtog i 2009 DJBFA’s hæderspris.
- Modtog i 2006 det 3-årige arbejdslegat fra Statens Kunstfond.
- Sad i Projektstøtteudvalget for Musik i Statens Kunstfond 2018-2022. Timelærer på RMC og DJM, siden 2014.
- Beskikket censor 2020-2024 på de danske musikkonservatorier.

## Diskografi
- 2004: Aloud -  - Udgivet på Morningside Records
- 2005: From Where No One Belongs, I Will Sing" -  - Udgivet på Morningside Records
- 2006: Skandinaviske Klagesange -  - Udgivet på Morningside Records
- 2008: "From Where No One Belongs, I will sing... 2005/2007" - Udgivet på Morningside Records .
- 2012: Dråbers Logik (sammen med Anne Lise Marstrand-Jørgensen) - Udgivet på Geiger Records
- 2013: Primitives - Udgivet på The Being Music
- 2016: Ritualer for Fællesskaber - Udgivet på The Being Music
- 2018: Ditte & Louise / Score -  Udgivet på The Being Music
- 2021: Lyst - Udgivet på Glorious Records
- 2022: Skråt over marken - Udgivet på Glorious Records

## Film, radio & teatermusik samt udvalgte specielle koncerter
- 2023 Dansegarderoben / Score / TV2 og Appletree Production, TV serie, 8 afsnit.
- 2022 The heart is a lonely hunter / Docu-Musical af Max Kestner.
- 2018 Ditte & Louise / Nordisk Film / Score.
- 2017 Fængselssange / Københavns Musik Teater / Teaterkoncert. 2016 Stemmen / Radiodrama - 5 afsnit / DR Fiktion.
- 2016 Athelas m. Jomi Massage / Gong Tomorrow / Koncertkirken
- 2015 Røde Kors - Radio drama / 4 afsnit om Røde Kors - DR Fiktion. 2014 Asphalt / Score til stumfilm / Cinemateket, Kbh.
- 2013 Music by 9 women / Kurator & komponist / Hofteatret I Kbh. - Wundergrund Festival.
- 2012 Himmelskibet / Score til stumfilm m. Jomi & Guido Primo / Odense Kunstmuseum.
- 2012 Genklang / Madteater m. Jomi Massage & Madeleines Madteater / Mmm, Refshaleøen. 2011 Min Institution / Audiowalk / Teater Katapult.
- 2011 Tove Ditlevsen / Radiodrama / 6 dramatiseringer / DR Fiktion.
- 2010 CPH DOX / Visuel koncert i samarbejde med Jakob Orredsson / Teater Grob, Kbh. 2010 Smukke Mennesker / Spillefilm / Instruktør Mikkel Munch-Fals –/Zentropa.
- 2009 Himmelweg / Skuespil / Instruktør Mia Lipschitz / Skuespilhuset.
- 2009 Ønskebørn / Dokumentar / Instruktør Birgitte Stærmose / Aphaville Pictures.
- 2009 Bag 7 døre / Musikforestilling / Instruktør Poul Helmer / Kaleidoskop II.
- 2008 Frederikke / Kortfilm /Instruktør Heidi Maria Faisst / Zentropa.
- 2006 Principles of Attraction/ Spillefilm / Instruktør Birgitte Stærmose / Nimbus Film. 2006 Ynglinge / Kortfilm / Instruktør Mikkel Munch Fals - Nimbus Film.
- 1998 Smukke Kvinder med Kærlighedskort / Skuespil / Det Kongelige Teater.